# Гарві Стінобій

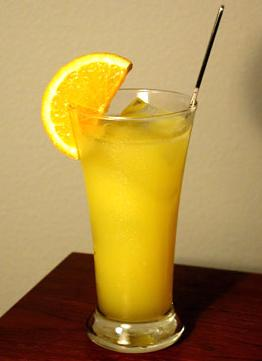
Коктейль Harvey Wallbanger

Гарві Стінобій, також Харві Стінобій (англ. Harvey Wallbanger, Гарві Волбенгер) — коктейль на основі горілки, лікеру Galliano та апельсинового соку. Класифікується як коктейль на весь день (англ. All day cocktail). Належить до офіційних напоїв Міжнародної асоціації барменів, категорія «Сучасна класика» (англ. Contemporary classics).

## Спосіб приготування
Склад коктейлю «Harvey Wallbanger»:
- горілка — 45 мл (4,5 cl),
- лікер Galliano — 15 мл (1,5 cl),
- апельсиновий сік — 90 мл (9 cl).